# Jetico Personal Firewall
Jetico Personal Firewall — межсетевой экран разработанный фирмой Jetico Inc. Oy, занимающейся разработкой криптографического программного обеспечения.

## Возможности
Так же как и большинство программных фаерволлов, Jetico Personal Firewall позволяет применять специфические правила для сетевой активности. Также Jetico Personal Firewall производит мониторинг процессов для предотвращения инъекций кода, производит валидацию сетевых пакетов и параметров, ведёт лог сетевой активности.

## История версий

### Версия 1.0
Версия 1 поддерживает операционные системы Windows 98, Me, NT, 2000 и XP.
Версия 1.0.1.47 была представлена общественности 30 декабря 2004 года, после несокольких бета-версий и релиз-кандидатов. По состоянию на 1 августа 2006 года, разработка Jetico Personal Firewall версии 1 была остановлена.
Список изменений в ревизиях 1-й версии можно найти здесь. На данный момент 1-я версия продукта доступна для бесплатного использования.

### Версия 2.0
Jetico Personal Firewall версии 2 поддерживает 32-х и 64-х битные версии операционных систем Windows 2000, 2003 Server, XP, Vista, Windows 7, Windows 8.
Версия 2.0.0.30 была представлена общественности 23 апреля 2007 года.
Версия 2 работает как привилегированная служба в Windows, что позволяет ей функционировать ещё до того как пользователь залогинится. Также это даёт возможноть быстрого переключения между пользователями и терминальными службами. Версия 2 интергрируется в центр безопасности Windows XP Service Pack 2.
Список изменений для версии 2 можно посмотреть здесь.

## Интересные факты
Разработчик программного обеспечения для защиты данных мирового уровня, компания Jetico 13 апреля 2016 года объявила, о том, что Jetico Personal Firewall, который ранее был платным, теперь доступен для бесплатной загрузки для пользователей Windows 8 и ранних версий ОС Windows.

## Поддержка
Пользователи могут получить поддержку у представителей фирмы Jetico и других пользователей на официальном форуме поддержки Jetico Personal Firewall Support forum.
Другие способы связи представлены здесь.